# Calificările pentru Campionatul Mondial de Fotbal 2010 (CAF)
     Ţări calificate pentru CMF 2010 și Cupa Africii pe Națiuni 2010
     Țări calificate pentru Cupa Africii pe Națiuni 2010
     Țări ce nu s-au calificat pentru Cupa Africii pe Națiuni 2010
     Țări discalificate sau care s-au retras

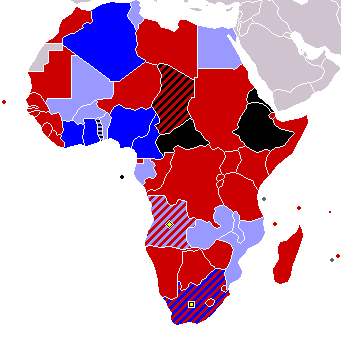
Result:
Ţări calificate pentru CMF 2010 și Cupa Africii pe Națiuni 2010
Țări calificate pentru Cupa Africii pe Națiuni 2010
Țări ce nu s-au calificat pentru Cupa Africii pe Națiuni 2010
Țări discalificate sau care s-au retras

La calificările pentru zona Confederației Africane de Fotbal au participat 52 de echipe, care au jucat pentru cele 5 locuri disponibile pentru Campionatul Mondial de Fotbal 2010 din Africa de Sud, dar și pentru cele 15 locuri disponibile pentru Cupa Africii pe Națiuni 2010 din Angola.

## Prima rundă
Cinci baraje, jucate în sistem tur-retur, au fost programate inițial, la acestea au participat cele mai prost clasate 10 națiuni africane (în baza coeficienților FIFA din iunie 2007). Tragerea la sorți a fost efectuată cu o zi înaintea anunțului oficial al CAF. Perechile au fost:
- Madagascar v  Comore
- Somalia v  Eswatini
- São Tomé și Príncipe v  Republica Centrafricană
- Sierra Leone v  Guineea-Bissau
- Seychelles v  Djibouti

São Tomé și Príncipe și Republica Centrafricană s-au retras în septembrie, datorită acestor retrageri Swaziland și Seychelles (cele mai bine clasate dintre cele 10 națiuni) au obținut calificarea în runda următoare, iar adversarele lor originale, Somalia și Djibouti, au jucat una împotriva celeilalte. Barajul între Djibouti și Somalia s-a jucat într-o singur meci în Djibouti, deoarece Somalia nu putea găzdui meciuri internaționale de fotbal.
| Echipa 1     | Scor gen. | Echipa 2       | Tur | Retur |
| ------------ | --------- | -------------- | --- | ----- |
| Madagascar   | 10–2      | Comore         | 6–2 | 4–0   |
| Djibouti     | 1–0       | Somalia        | 1–0 | N/A   |
| Sierra Leone | 1–0       | Guineea-Bissau | 1–0 | 0–0   |

## A doua rundă

### Tragerea la sorți
| Urna A                                                                                      | Urna B | Urna C                                                                                                  | Urna D |
| ------------------------------------------------------------------------------------------- | --- | --- | --- |
| Camerun Nigeria Coasta de Fildeș Maroc Ghana Tunisia Egipt Guineea Senegal Mali Angola Togo | Zambia Africa de Sud Capul Verde RD Congo Algeria Burkina Faso Benin Mozambic Libia Etiopia Republica Congo Zimbabwe | Uganda Botswana Guineea Ecuatorială Tanzania Gabon Malawi Sudan Burundi Liberia Rwanda Eritreea Namibia | Gambia Mauritania Kenya Ciad Lesotho Maurițius Niger Eswatini Seychelles Sierra Leone Madagascar Djibouti |

| Legend                                     |
| ------------------------------------------ |
| Countries that advanced to the Third Round |

### Grupa 1
| Echipa      | M | V | E | Î | GM | GP | G   | Pts |
| ----------- | - | - | - | - | -- | -- | --- | --- |
| Camerun     | 6 | 5 | 1 | 0 | 14 | 2  | +12 | 16  |
| Capul Verde | 6 | 3 | 0 | 3 | 7  | 8  | −1  | 9   |
| Tanzania    | 6 | 2 | 2 | 2 | 9  | 6  | +3  | 8   |
| Maurițius   | 6 | 0 | 1 | 5 | 3  | 17 | −14 | 1   |

|             | Camerun | Capul Verde | Mauritius | Tanzania |
| ----------- | ------- | ----------- | --------- | -------- |
| Camerun     | —       | 2 – 0       | 5 – 0     | 2 – 1    |
| Capul Verde | 1 – 2   | —           | 3 – 1     | 1 – 0    |
| Maurițius   | 0 – 3   | 0 – 1       | —         | 1 – 4    |
| Tanzania    | 0 – 0   | 3 – 1       | 1 – 1     | —        |

### Grupa 2
| Echipa   | M | V | E | Î | GM | GP | G  | Pts |
| -------- | - | - | - | - | -- | -- | -- | --- |
| Guineea  | 6 | 3 | 2 | 1 | 9  | 5  | +4 | 11  |
| Kenya    | 6 | 3 | 1 | 2 | 8  | 5  | +3 | 10  |
| Zimbabwe | 6 | 1 | 3 | 2 | 4  | 6  | −2 | 6   |
| Namibia  | 6 | 2 | 0 | 4 | 7  | 12 | −5 | 6   |

|          | Guineea | Kenya | Namibia | Zimbabwe |
| -------- | ------- | ----- | ------- | -------- |
| Guineea  | —       | 3 – 2 | 4 – 0   | 0 – 0    |
| Kenya    | 2 – 0   | —     | 1 – 0   | 2 – 0    |
| Namibia  | 1 – 2   | 2 – 1 | —       | 4 – 2    |
| Zimbabwe | 0 – 0   | 0 – 0 | 2 – 0   | —        |

- Zimbabwe și Namibia sunt despărțite de golaveraj.

### Grupa 3
| Echipa | M | V | E | Î | GM | GP | G  | Pct |
| ------ | - | - | - | - | -- | -- | -- | --- |
| Benin  | 6 | 4 | 0 | 2 | 12 | 8  | +4 | 12  |
| Angola | 6 | 3 | 1 | 2 | 11 | 8  | +3 | 10  |
| Uganda | 6 | 3 | 1 | 2 | 8  | 9  | −1 | 10  |
| Niger  | 6 | 1 | 0 | 5 | 5  | 11 | −6 | 3   |

|        | Angola | Benin | Niger | Uganda |
| ------ | ------ | ----- | ----- | ------ |
| Angola | —      | 3 – 0 | 3 – 1 | 0 – 0  |
| Benin  | 3 – 2  | —     | 2 – 0 | 4 – 1  |
| Niger  | 1 – 2  | 0 – 2 | —     | 3 – 1  |
| Uganda | 3 – 1  | 2 – 1 | 1 – 0 | —      |

- Angola și Uganda sunt despărțite de golaveraj.

### Grupa 4
| Echipa              | M | V | E | Î | GM | GP | G   | Pct |
| ------------------- | - | - | - | - | -- | -- | --- | --- |
| Nigeria             | 6 | 6 | 0 | 0 | 11 | 1  | +10 | 18  |
| Africa de Sud       | 6 | 2 | 1 | 3 | 5  | 5  | 0   | 7   |
| Sierra Leone        | 6 | 2 | 1 | 3 | 4  | 8  | −4  | 7   |
| Guineea Ecuatorială | 6 | 1 | 0 | 5 | 4  | 10 | −6  | 3   |

|                     | Guineea Ecuatorială | Nigeria | Sierra Leone | Africa de Sud |
| ------------------- | ------------------- | ------- | ------------ | ------------- |
| Guineea Ecuatorială | —                   | 0 – 1   | 2 – 0        | 0 – 1         |
| Nigeria             | 2 – 0               | —       | 4 – 1        | 2 – 0         |
| Sierra Leone        | 2 – 1               | 0 – 1   | —            | 1 – 0         |
| Africa de Sud       | 4 – 1               | 0 – 1   | 0 – 0        | —             |

- Africa de Sud și Sierra Leone  sunt despărțite de golaveraj.

### Grupa 5
| Echipa  | M | V | E | Î | GM | GP | G   | Pts |
| ------- | - | - | - | - | -- | -- | --- | --- |
| Ghana   | 6 | 4 | 0 | 2 | 11 | 5  | +6  | 12  |
| Gabon   | 6 | 4 | 0 | 2 | 8  | 3  | +5  | 12  |
| Libia   | 6 | 4 | 0 | 2 | 7  | 4  | +3  | 12  |
| Lesotho | 6 | 0 | 0 | 6 | 2  | 16 | −14 | 0   |

|         | Gabon | Ghana | Lesotho | Libia |
| ------- | ----- | ----- | ------- | ----- |
| Gabon   | —     | 2 – 0 | 2 – 0   | 1 – 0 |
| Ghana   | 2 – 0 | —     | 3 – 0   | 3 – 0 |
| Lesotho | 0 – 3 | 2 – 3 | —       | 0 – 1 |
| Libia   | 1 – 0 | 1 – 0 | 4 – 0   | —     |

- Ghana, Gabon și Libya  sunt despărțite de golaveraj.

### Grupa 6
| Echipa  | M | V | E | Î | GM | GP | G  | Pts |
| ------- | - | - | - | - | -- | -- | -- | --- |
| Algeria | 6 | 3 | 1 | 2 | 7  | 4  | +3 | 10  |
| Gambia  | 6 | 2 | 3 | 1 | 6  | 3  | +3 | 9   |
| Senegal | 6 | 2 | 3 | 1 | 9  | 7  | +2 | 9   |
| Liberia | 6 | 0 | 3 | 3 | 4  | 12 | −8 | 3   |

|         | Algeria | Gambia | Liberia | Senegal |
| ------- | ------- | ------ | ------- | ------- |
| Algeria | —       | 1 – 0  | 3 – 0   | 3 – 2   |
| Gambia  | 1 – 0   | —      | 3 – 0   | 0 – 0   |
| Liberia | 0 – 0   | 1 – 1  | —       | 2 – 2   |
| Senegal | 1 – 0   | 1 – 1  | 3 – 1   | —       |

- Gambia și Senegal  sunt despărțite de golaveraj.

### Grupa 7
| Echipa           | M | V | E | Î | GM | GP | G  | Pct |
| ---------------- | - | - | - | - | -- | -- | -- | --- |
| Coasta de Fildeș | 6 | 3 | 3 | 0 | 10 | 2  | +8 | 12  |
| Mozambic         | 6 | 2 | 2 | 2 | 7  | 5  | +2 | 8   |
| Madagascar       | 6 | 1 | 3 | 2 | 2  | 7  | −5 | 6   |
| Botswana         | 6 | 1 | 2 | 3 | 3  | 8  | −5 | 5   |

|                  | Botswana | Coasta de Fildeș | Madagascar | Mozambic |
| ---------------- | -------- | ---------------- | ---------- | -------- |
| Botswana         | —        | 1 – 1            | 0 – 0      | 0 – 1    |
| Coasta de Fildeș | 4 – 0    | —                | 3 – 0      | 1 – 0    |
| Madagascar       | 1 – 0    | 0 – 0            | —          | 1 – 1    |
| Mozambic         | 1 – 2    | 1 – 1            | 3 – 0      | —        |

### Grupa 8
| Echipa     | M | V | E | Î | GM | GP | G   | Pct |
| ---------- | - | - | - | - | -- | -- | --- | --- |
| Maroc      | 4 | 3 | 0 | 1 | 11 | 5  | +6  | 9   |
| Rwanda     | 4 | 3 | 0 | 1 | 7  | 3  | +4  | 9   |
| Mauritania | 4 | 0 | 0 | 4 | 2  | 12 | −10 | 0   |

|            | Mauritania | Maroc | Rwanda |
| ---------- | ---------- | ----- | ------ |
| Mauritania | —          | 1 – 4 | 0 – 1  |
| Maroc      | 4 – 1      | —     | 2 – 0  |
| Rwanda     | 3 – 0      | 3 – 1 | —      |

Notes on the tie-breaking situation:
- Maroc și Rwanda sunt despărțite de golaveraj.

### Grupa 9
| Echipa       | M | V | E | Î | GM | GP | G   | Pct |
| ------------ | - | - | - | - | -- | -- | --- | --- |
| Burkina Faso | 6 | 5 | 1 | 0 | 14 | 5  | +9  | 16  |
| Tunisia      | 6 | 4 | 1 | 1 | 11 | 3  | +8  | 13  |
| Burundi      | 6 | 2 | 0 | 4 | 5  | 9  | −4  | 6   |
| Seychelles   | 6 | 0 | 0 | 6 | 4  | 17 | −13 | 0   |

|              | Burkina Faso | Burundi | Seychelles | Tunisia |
| ------------ | ------------ | ------- | ---------- | ------- |
| Burkina Faso | —            | 2 – 0   | 4 – 1      | 0 – 0   |
| Burundi      | 1 – 3        | —       | 1 – 0      | 0 – 1   |
| Seychelles   | 2 – 3        | 1 – 2   | —          | 0 – 2   |
| Tunisia      | 1 – 2        | 2 – 1   | 5 – 0      | —       |

### Grupa 10
| Echipa          | M | V | E | Î | GM | GP | G  | Pct |
| --------------- | - | - | - | - | -- | -- | -- | --- |
| Mali            | 6 | 4 | 0 | 2 | 13 | 8  | +5 | 12  |
| Sudan           | 6 | 3 | 0 | 3 | 9  | 9  | 0  | 9   |
| Republica Congo | 6 | 3 | 0 | 3 | 7  | 8  | −1 | 9   |
| Ciad            | 6 | 2 | 0 | 4 | 7  | 11 | −4 | 6   |

|                 | Ciad  | Republica Congo | Mali  | Sudan |
| --------------- | ----- | --------------- | ----- | ----- |
| Ciad            | —     | 2 – 1           | 1 – 2 | 1 – 3 |
| Republica Congo | 2 – 0 | —               | 1 – 0 | 1 – 0 |
| Mali            | 2 – 1 | 4 – 2           | —     | 3 – 0 |
| Sudan           | 1 – 2 | 2 – 0           | 3 – 2 | —     |

- Sudan și Congo sunt despărțite de golaveraj.

Calificările pentru Cupa Africii pe Națiuni:
| Echipa          | M | V | E | Î | GM | GP | G  | Pct |
| --------------- | - | - | - | - | -- | -- | -- | --- |
| Mali            | 4 | 2 | 0 | 2 | 9  | 6  | +3 | 6   |
| Sudan           | 4 | 2 | 0 | 2 | 5  | 6  | −1 | 6   |
| Republica Congo | 4 | 2 | 0 | 2 | 4  | 6  | −2 | 6   |

|                 | Republica Congo | Mali  | Sudan |
| --------------- | --------------- | ----- | ----- |
| Republica Congo | —               | 1 – 0 | 1 – 0 |
| Mali            | 4 – 2           | —     | 3 – 0 |
| Sudan           | 2 – 0           | 3 – 2 | —     |

- Mali, Sudan și Congo sunt despărțite de golaveraj.

### Grupa 11
| Echipa   | M | V | E | Î | GM | GP | G  | Pct |
| -------- | - | - | - | - | -- | -- | -- | --- |
| Zambia   | 4 | 2 | 1 | 1 | 2  | 1  | +1 | 7   |
| Togo     | 4 | 2 | 0 | 2 | 8  | 3  | +5 | 6   |
| Eswatini | 4 | 1 | 1 | 2 | 2  | 8  | −6 | 4   |

|          | Eswatini | Togo  | Zambia |
| -------- | -------- | ----- | ------ |
| Eswatini | —        | 2 – 1 | 0 – 0  |
| Togo     | 6 – 0    | —     | 1 – 0  |
| Zambia   | 1 – 0    | 1 – 0 | —      |

Eritrea s-au retras din calificări la 25 martie 2008 și nu a fost înlocuită.

### Grupa 12
| Echipa   | M | V | E | Î | GM | GP | G   | Pct |
| -------- | - | - | - | - | -- | -- | --- | --- |
| Egipt    | 6 | 5 | 0 | 1 | 13 | 2  | +11 | 15  |
| Malawi   | 6 | 4 | 0 | 2 | 14 | 5  | +9  | 12  |
| RD Congo | 6 | 3 | 0 | 3 | 14 | 6  | +8  | 9   |
| Djibouti | 6 | 0 | 0 | 6 | 2  | 30 | −28 | 0   |

|          | Republica Democrată Congo | Djibouti | Egipt | Malawi |
| -------- | ------------------------- | -------- | ----- | ------ |
| RD Congo | —                         | 5 – 1    | 0 – 1 | 1 – 0  |
| Djibouti | 0 – 6                     | —        | 0 – 4 | 0 – 3  |
| Egipt    | 2 – 1                     | 4 – 0    | —     | 2 – 0  |
| Malawi   | 2 – 1                     | 8 – 1    | 1 – 0 | —      |

### Playoff
| Grp | Echipa        | M | V | E | Î | GM | GP | G  | Pct |
| --- | ------------- | - | - | - | - | -- | -- | -- | --- |
| 8   | Rwanda        | 4 | 3 | 0 | 1 | 7  | 3  | +4 | 9   |
| 2   | Kenya         | 4 | 2 | 1 | 1 | 6  | 3  | +3 | 7   |
| 9   | Tunisia       | 4 | 2 | 1 | 1 | 4  | 3  | +1 | 7   |
| 11  | Togo          | 4 | 2 | 0 | 2 | 8  | 3  | +5 | 6   |
| 5   | Gabon         | 4 | 2 | 0 | 2 | 3  | 3  | 0  | 6   |
| 10  | Sudan         | 4 | 2 | 0 | 2 | 5  | 6  | −1 | 6   |
| 12  | Malawi        | 4 | 2 | 0 | 2 | 3  | 4  | −1 | 6   |
| 7   | Mozambic      | 4 | 1 | 2 | 1 | 5  | 3  | +2 | 5   |
| 6   | Gambia        | 4 | 1 | 2 | 1 | 2  | 2  | 0  | 5   |
| 3   | Angola        | 4 | 1 | 1 | 2 | 6  | 6  | 0  | 4   |
| 1   | Capul Verde   | 4 | 1 | 0 | 3 | 3  | 7  | −4 | 3   |
| 4   | Africa de Sud | 4 | 0 | 1 | 3 | 0  | 4  | −4 | 1   |

Reguli pentru întocmirea clasamentului
1. Total puncte.
2. Golavereaj.
3. Goluri marcate.
4. Goluri marcate în deplasare.
5. Un meci de baraj jucat pe un teren neutru.

## A treia rundă

### Tragerea la sorți
| Urna 1                                                                | Urna 2                                                      | Urna 3                                                         | Urna 4                                                        |
| --------------------------------------------------------------------- | ----------------------------------------------------------- | -------------------------------------------------------------- | ------------------------------------------------------------- |
| Camerun (12) Egipt (22) Ghana (25) Nigeria (27) Coasta de Fildeș (29) | Guineea (41) Maroc (43) Tunisia (47) Mali (53) Algeria (56) | Burkina Faso (63) Gabon (67) Zambia (70) Kenya (79) Benin (81) | Rwanda (87) Togo (91) Mozambic (100) Sudan (106) Malawi (109) |

| Legend                                                            |
| ----------------------------------------------------------------- |
| Selecționate ce s-au calificat pentru CMF 2010 și pentru CAN 2010 |
| Selecționate ce s-au calificat pentru CAN 2010                    |

### Grupa A
| Team    | M | V | E | Î | GM | GP | G  | Pts |
| ------- | - | - | - | - | -- | -- | -- | --- |
| Camerun | 6 | 4 | 1 | 1 | 9  | 2  | +7 | 13  |
| Gabon   | 6 | 3 | 0 | 3 | 9  | 7  | +2 | 9   |
| Togo    | 6 | 2 | 2 | 2 | 3  | 7  | −4 | 8   |
| Maroc   | 6 | 0 | 3 | 3 | 3  | 8  | −5 | 3   |

|         | Camerun | Gabon | Maroc | Togo  |
| ------- | ------- | ----- | ----- | ----- |
| Camerun | —       | 2 – 1 | 0 – 0 | 3 – 0 |
| Gabon   | 0 – 2   | —     | 3 – 1 | 3 – 0 |
| Maroc   | 0 – 2   | 1 – 2 | —     | 0 – 0 |
| Togo    | 1 – 0   | 1 – 0 | 1 – 1 | —     |

### Grupa B
| Team     | M | V | E | Î | GM | GP | G  | Pts |
| -------- | - | - | - | - | -- | -- | -- | --- |
| Nigeria  | 6 | 3 | 3 | 0 | 9  | 4  | +5 | 12  |
| Tunisia  | 6 | 3 | 2 | 1 | 7  | 4  | +3 | 11  |
| Mozambic | 6 | 2 | 1 | 3 | 3  | 5  | −2 | 7   |
| Kenya    | 6 | 1 | 0 | 5 | 5  | 11 | −6 | 3   |

|          | Kenya | Mozambic | Nigeria | Tunisia |
| -------- | ----- | -------- | ------- | ------- |
| Kenya    | —     | 2 – 1    | 2 – 3   | 1 – 2   |
| Mozambic | 1 – 0 | —        | 0 – 0   | 1 – 0   |
| Nigeria  | 3 – 0 | 1 – 0    | —       | 2 – 2   |
| Tunisia  | 1 – 0 | 2 – 0    | 0 – 0   | —       |

### Grupa C
| Team    | M | V | E | Î | GM | GP | G  | Pts |
| ------- | - | - | - | - | -- | -- | -- | --- |
| Algeria | 6 | 4 | 1 | 1 | 9  | 4  | +5 | 13  |
| Egipt   | 6 | 4 | 1 | 1 | 9  | 4  | +5 | 13  |
| Zambia  | 6 | 1 | 2 | 3 | 2  | 5  | −3 | 5   |
| Rwanda  | 6 | 0 | 2 | 4 | 1  | 8  | −7 | 2   |

|         | Algeria | Egipt | Rwanda | Zambia |
| ------- | ------- | ----- | ------ | ------ |
| Algeria | —       | 3 – 1 | 3 – 1  | 1 – 0  |
| Egipt   | 2 – 0   | —     | 3 – 0  | 1 – 1  |
| Zambia  | 0 – 0   | 0 – 1 | —      | 0 – 0  |
| Rwanda  | 0 – 2   | 0 – 1 | 1 – 0  | —      |

- Algeria și Egiptul au terminat cu o line de clasament  identică, dar Algeria a câștigat meciul de baraj cu 1 – 0 și s-a calificat la  Campionatul Mondial de Fotbal 2010.

### Grupa D
| Team  | M | V | E | Î | GM | GP | G  | Pts |
| ----- | - | - | - | - | -- | -- | -- | --- |
| Ghana | 6 | 4 | 1 | 1 | 9  | 3  | +6 | 13  |
| Benin | 6 | 3 | 1 | 2 | 6  | 6  | 0  | 10  |
| Mali  | 6 | 2 | 3 | 1 | 8  | 7  | +1 | 9   |
| Sudan | 6 | 0 | 1 | 5 | 2  | 9  | −7 | 1   |

|       | Benin | Ghana | Mali  | Sudan |
| ----- | ----- | ----- | ----- | ----- |
| Benin | —     | 1 – 0 | 1 – 1 | 1 – 0 |
| Ghana | 1 – 0 | —     | 2 – 2 | 2 – 0 |
| Mali  | 3 – 1 | 0 – 2 | —     | 1 – 0 |
| Sudan | 1 – 2 | 0 – 2 | 1 – 1 | —     |

### Grupa E
| Team             | M | V | E | Î | GM | GP | G   | Pts |
| ---------------- | - | - | - | - | -- | -- | --- | --- |
| Coasta de Fildeș | 6 | 5 | 1 | 0 | 19 | 4  | +15 | 16  |
| Burkina Faso     | 6 | 4 | 0 | 2 | 10 | 11 | −1  | 12  |
| Malawi           | 6 | 1 | 1 | 4 | 4  | 11 | −7  | 4   |
| Guineea          | 6 | 1 | 0 | 5 | 7  | 14 | −7  | 3   |

|                  | Burkina Faso | Coasta de Fildeș | Guineea | Malawi |
| ---------------- | ------------ | ---------------- | ------- | ------ |
| Burkina Faso     | —            | 2 – 3            | 4 – 2   | 1 – 0  |
| Coasta de Fildeș | 5 – 0        | —                | 3 – 0   | 5 – 0  |
| Guineea          | 1 – 2        | 1 – 2            | —       | 2 – 1  |
| Malawi           | 0 – 1        | 1 – 1            | 2 – 1   | —      |

## Marcatori
S-au marcat 506 goluri în 199 meciuri, rezultând astfel o medie de 2.54 goluri pe meci.
| Scorer                  | Nation                    | Total goluri | By round | By round | By round |
| Scorer                  | Nation                    | Total goluri | R1       | R2       | R3       |
| ----------------------- | ------------------------- | ------------ | -------- | -------- | -------- |
| Moumouni Dagano         | Burkina Faso              | 12           | —        | 7        | 5        |
| Samuel Eto'o            | Camerun                   | 9            | —        | 6        | 3        |
| Razak Omotoyossi        | Benin                     | 8            | —        | 6        | 2        |
| Frédéric Kanouté        | Mali                      | 8            | —        | 5        | 3        |
| Didier Drogba           | Coasta de Fildeș          | 6            | —        | 0        | 6        |
| Dennis Oliech           | Kenya                     | 6            | —        | 4        | 2        |
| Chiukepo Msowoya        | Malawi                    | 6            | —        | 3        | 3        |
| Mohamed Aboutrika       | Egipt                     | 5            | —        | 2        | 3        |
| Matthew Amoah           | Ghana                     | 5            | —        | 1        | 4        |
| Ismael Bangoura         | Guineea                   | 5            | —        | 5        |          |
| Pascal Feindouno        | Guineea                   | 5            | —        | 2        | 3        |
| Emmanuel Adebayor       | Togo                      | 5            | —        | 4        | 1        |
| Shabani Nonda           | Republica Democrată Congo | 4            | —        | 4        | X        |
| Emad Motaeb             | Egipt                     | 4            | —        | 3        | 1        |
| Amr Zaki                | Egipt                     | 4            | —        | 2        | 2        |
| Roguy Méyé              | Gabon                     | 4            | —        | 2        | 2        |
| Junior Agogo            | Ghana                     | 4            | —        | 4        |          |
| Faneva Imà Andriantsima | Madagascar                | 4            | 4        | 0        | X        |
| Seydou Keita            | Mali                      | 4            | —        | 4        |          |
| Youssef Safri           | Maroc                     | 4            | —        | 4        |          |
| Victor Nsofor Obinna    | Nigeria                   | 4            | —        | 1        | 3        |
| Ikechukwu Uche          | Nigeria                   | 4            | —        | 3        | 1        |
| Issam Jemâa             | Tunisia                   | 4            | —        | 2        | 2        |
| Rafik Saifi             | Algeria                   | 3            | —        | 1        | 2        |
| Antar Yahia             | Algeria                   | 3            | —        | 2        | 1        |
| Karim Ziani             | Algeria                   | 3            | —        | 2        | 1        |
| Flávio                  | Angola                    | 3            | —        | 3        | X        |
| Yssouf Koné             | Burkina Faso              | 3            | —        | 3        |          |
| Achille Emana           | Camerun                   | 3            | —        | 1        | 2        |
| Jean Makoun             | Camerun                   | 3            | —        | 1        | 2        |
| Dady                    | Capul Verde               | 3            | —        | 3        | X        |
| Lys Mouithys            | Republica Congo           | 3            | —        | 3        | X        |
| Zola Matumona           | Republica Democrată Congo | 3            | —        | 3        | X        |
| Dieumerci Mbokani       | Republica Democrată Congo | 3            | —        | 3        | X        |
| Sekou Cissé             | Coasta de Fildeș          | 3            | —        | 3        |          |
| Bakari Koné             | Coasta de Fildeș          | 3            | —        | 1        | 2        |
| Boubacar Sanogo         | Coasta de Fildeș          | 3            | —        | 3        |          |
| Ahmed Hassan            | Egipt                     | 3            | —        | 2        | 1        |
| Hosni Abd Rabo          | Egipt                     | 3            | —        | 1        | 2        |
| Prince Tagoe            | Ghana                     | 3            | —        | 2        | 1        |
| Esau Kanyenda           | Malawi                    | 3            | —        | 3        |          |
| Wilko Risser            | Namibia                   | 3            | —        | 3        | X        |
| Jerson Tegete           | Tanzania                  | 3            | —        | 3        | X        |
| Adekamni Olufade        | Togo                      | 3            | —        | 3        |          |

Legendă:

— –Nu a participat

X – Eliminat
2 goluri
| - Rafik Djebbour - Abdelkader Ghezzal - Mohamed Aoudou - Seidath Tchomogo - Diphetogo Selolwane - Aristide Bance - Mahamoudou Kéré - Henri Mbazumutima - Claude Nahimana - Albert Ze Meyong - Syriakata Hassan - Hilaire Kedigui - Wilfried Endzanga - Gervinho - Salomon Kalou - Koffi Ndri Romaric - Yaya Touré | - Ahmed Eid Abdel Malek - Daniel Cousin - Bruno Ecuélé Manga - Fabrice Do Marcolino - Bruno Zita Mbanangoye - Njogu Demba-Nyrén - Mustapha Jarju - Laryea Kingston - Sulley Muntari - Mamadou Bah - Kamil Zayatte - McDonald Mariga - Olivier Makor - Dioh Williams - Ahmed Saad - Lalaina Nomenjanahary - Rija Rakotomandimby | - Moses Chavula - Robert Ng'ambi - Sidi Yaya Keita - Wesley Marquette - Youssouf Hadji - Adel Taarabt - Domingues - Miro - Dário Monteiro - Tico-Tico - Rudolph Bester - Alhassane Issoufou - Obafemi Martins - Peter Odemwingie - Yakubu - Joseph Yobo - Labama Bokota - Olivier Karekezi | - Abedi Saïd - El Hadji Diouf - Philip Zialor - Kewullay Conteh - Kagiso Dikgacoi - Faisal Agab - Mohamed Osman Tahir - Haytham Tambal - Danny Mrwanda - Moustapha Salifou - Oussama Darragi - Hichem Essifi - Chaouki Ben Saada - Geofrey Massa - Eugene Ssepuuya - Gilbert Mushangazhike |

1 gol
| - Nadir Belhadj - Madjid Bougherra - Karim Matmour - Gilberto - Locó - Mantorras - Mendonça - Ricardo - Yamba Asha - Ze Kalanga - Khaled Adenon - Jocelyn Ahoueya - Romuald Boco - Stephane Sessegnon - Oumar Tchomogo - Boitumelo Mafoko - Habib Bamogo - Charles Kabore - Issouf Ouattara - Jonathan Pitroipa - Alain Traoré - Selemani Ndikumana - André Bikey - Gustave Bebbe - Geremi - Rigobert Song - Somen Tchoyi - Pierre Webó - Babanco - Lito - Jose Semedo - Marco Soares - Leger Djime - Marius Mbaiam - Misdongard Betoligar - Ibor Bakar - Daoud Midtadi - Gervais Batota - Franchel Ibara - Hérita Ilunga | - Lomana LuaLua - Tresor Mputu - Tsholola Tshinyama - Kanga Akalé' - Kader Keita - Siaka Tiéné - Didier Zokora - Ahmed Daher - Yassin Hussein - Moussa Hirir - Rodolfo Bodipo - Juan Ramón Epitié - Juvenal - Ronan - Pierre-Emerick Aubameyang - Moïse Brou Apanga - Eric Mouloungui - Stéphane N'Guéma - Ousman Jallow - Aziz Corr Nyang - Anthony Annan - Stephen Appiah - Kwadwo Asamoah - Michael Essien - Sambégou Bangoura - Oumar Kalabane - Mohammed Jamal - Austin Makacha - McDonald Mariga - Francis Ouma - Julius Owino - Allan Wanga - Sello Muso - Lehlohonolo Seema - Omar Daoud - Younes Shibani - Hesham Shaban - Osama Al Fazzani - Guy Hubert Mamihasindrahona - Praxis Rabemananjara | - Hubert Robson - Jean Tsaralaza - Elvis Kafoteka - Joseph Kamwendo - Jacob Ngwira - Atusaye Nyondo - Noel Mkandawire - Adama Coulibaly - Soumaila Coulibaly - Mamadou Diallo - Lassane Fané - Modibo Maiga - Tenema Ndiaye - Mamadou Samassa - Andy Sophie - Dominique Da Silva - Ahmed Teguedi - Abdessalam Benjelloun - Mounir El Hamdaoui - Houssine Kharja - Tarik Sektioui - Nabil El Zhar - Merouane Zemmama - Carlitos - Genito - Costa Khaiseb - Paulus Shipanga - Ismael Alassane - Daouda Kamilou - Malam Moussa - Michael Eneramo - Obinna Nwaneri - Christian Obodo - Chidi Odiah - Bobo Bola - Patrick Mutesa Mafisango - Henri Camara - Issiar Dia - Ibrahima Faye - Cheikh Gueye | - Kader Mangane - Ibrahima Sonko - Modou Sougou - Don Annacoura - Bernard St. Agne - Mohammed Kallon - Sheriff Suma - Thembinkosi Fanteni - Surprise Moriri - Siphiwe Tshabalala - Ahmed Adel - Saifeldin Ali - Hassan Ishag - Mudathir El Tahir - Alaeldin Yousif - Siza Dlamini - Collen Salelwako - Athuman Idd - Nizar Khalfan - Khalfan Ngassa - Kigi Makasi - Floyd Ayité - Tijani Belaid - Saber Ben Frej - Radhi Jaïdi - Ammar Jemal - Fahid Ben Khalfallah - Yassin Mikari - Nabil Taider - Wissem Ben Yahia - Andrew Mwesigwa - David Obua - Ibrahim Sekagya - Dan Wagaluka - Rainford Kalaba - Francis Kasonde - Christopher Katongo - Felix Katongo - Cuthbert Malajila - Esrom Nyandoro |

Autogoluri
| - Saidou Panandetiguiri (pentru Coasta de Fildeș) - Mamadou Tall (pentru Coasta de Fildeș) - Said Riyad (pentru Egipt) | - Bruno Ecuélé Manga (pentru Libia) - Amin Erbati (pentru Gabon) - Pascal Anicet (pentru Benin) | - Kassaly Daouda (pentru Angola) - Joseph Yobo (pentru Sierra Leone) - Cheikh Gueye (pentru Algeria) |